# Motoparalotniarstwo na Plażowych Igrzyskach Azjatyckich 2012 - latanie precyzyjne
Zawody w lataniu precyzyjnym podczas III Plażowych Igrzysk Azjatyckich w Haiyan odbyły się w dniach od 17 do 21 czerwca 2012 roku. Zawody odbyły się w kategorii open. Wystartowali reprezentanci z siedmiu krajów: Chin, Tajlandii, Korei Południowej, Arabii Saudyjskiej, Kataru, Malezji i Afganistanu. Złoto wywalczył reprezentant Tajlandii Jiri George Macak. Zgodnie z zasadą obowiązującą na tych igrzyskach, reprezentanci jednego kraju nie mogą zdobyć wszystkich trzech krążków w jednej konkurencji, dlatego brąz otrzymał Chińczyk Sheng Guangqiang.
| Miejsce | Zawodnik                    | Punkty |
| ------- | --------------------------- | ------ |
|         | Jiri George Macak (THA)     | 215    |
|         | Kittiphop Phrommat (THA)    | 206    |
| 3       | Kroekrit Muenphukhiao (THA) | 169    |
|         | Sheng Guangqiang (CHN)      | 154    |
| 5       | Apisit Opasaimlikit (THA)   | 146    |
| 6       | Liu Chang (CHN)             | 143    |
| 7       | Wang Mingji (CHN)           | 140    |
| 8       | Noparat Intharaumnuay (THA) | 139    |
| 8       | Cai He (CHN)                | 139    |
| 10      | Zhao Changhong (CHN)        | 136    |
| 11      | Han Ki-soo (KOR)            | 131    |
| 12      | Mohd Hurairah Alinur (MAS)  | 126    |
| 13      | Mukhammad Akbar (INA)       | 125    |
| 14      | Bambang Santoso (INA)       | 104    |
| 15      | Na Ki-il (KOR)              | 97     |
| 15      | Kim Ho-sung (KOR)           | 97     |
| 17      | Thomas Widyananto (INA)     | 93     |
| 18      | An Sueng-yong (KOR)         | 92     |
| 19      | Mohd Shahfaizal Saad (MAS)  | 89     |
| 20      | Jamal Al-Mannai (QAT)       | 86     |
| 21      | Fahad Al-Zakri (KSA)        | 84     |
| 22      | Priya Jatmiko Agung (INA)   | 83     |
| 23      | Jung Dong-oh (KOR)          | 82     |
| 24      | Hening Paradigma (INA)      | 73     |
| 25      | Abdulbari Al-Abdullah (KSA) | 71     |
| 26      | Hussain Al-Hendi (KSA)      | 66     |
| 27      | Mohd Farid Abd Rahman (MAS) | 65     |
| 28      | Mohammed Al-Garni (KSA)     | 64     |
| 29      | Zain Azrull Zabidin (MAS)   | 59     |
| 30      | Abdullah Al-Assaf (KSA)     | 34     |
| 31      | Nawid Popal (AFG)           | 0      |